# Brđani Kosa
Brđani Kosa je naselje u Republici Hrvatskoj, u sastavu Općine Sunja, Sisačko-moslavačka županija. 

## Povijest
Brđani su bili jedno od mjesta koje je rano palo pod velikosrpsku okupaciju u Domovinskom ratu, no akcijom 2. gbr. Gromova Brđani i okolica oslobođeni su još kolovoza 1991. godine.

## Stanovništvo
Prema popisu stanovništva iz 2001. godine, naselje je imalo 117 stanovnika te 54 obiteljskih kućanstava.
| broj stanovnika |       |       |       |       |       |       |       |       |       | 219   | 247   | 213   | 210   | 223   | 117   | 103   | 69    |
|                 | 1857. | 1869. | 1880. | 1890. | 1900. | 1910. | 1921. | 1931. | 1948. | 1953. | 1961. | 1971. | 1981. | 1991. | 2001. | 2011. | 2021. |